# الخربة (رصد)

تعديل مصدري - تعديل

الخربة هي إحدى قرى عزلة القارة بمديرية رصد التابعة لمحافظة أبين، بلغ تعداد سكانها 558 نسمة حسب تعداد اليمن لعام 2004.